# Курсовой параметр цели
Курсовой параметр цели или курсовой параметр движущейся цели — условный параметр, играющий ключевую роль при подготовке исходных данных для ведения зенитного огня.

## Суть
С геометрической точки зрения представляет из себя кратчайшее расстояние по перпендикуляру от центра координатной системы, в котором расположено средство поражения, до проекции курса летящей цели на горизонтальную плоскость. Если цель двигается прямолинейно относительно центра системы отсчёта, то курсовой параметр цели есть величина постоянная. Как правило, его значение вычисляется исходя из горизонтальной дальности до цели и её курсового угла, а диапазон его отрицательных значений не используется. Если проекция траектории цели пересекает центр системы координат, то считается, что курсовой параметр цели равен нулю.